# Девятов, Владимир Сергеевич
Влади́мир Серге́евич Девя́тов (род. 15 марта 1955, Москва) — советский и российский певец, музыкант, телеведущий, художественный руководитель государственного бюджетного учреждения культуры и образования города Москвы «Центр русской культуры и искусства под управлением Владимира Девятова». Народный артист Российской Федерации (2003).

## Биография
Родился в г. Москве. До 1961 г. проживал с родителями в Вологде, куда направили служить его отца, тогда капитана юстиции. В 1962 г. семья переехала в Москву, где Владимир окончил общеобразовательную школу № 249 и детскую музыкальную школу № 21 по классу аккордеона. Первое высшее образование получил в Военной академии химической защиты им. Маршала СССР С. К. Тимошенко, после окончания которой служил по специальности в оборонном НИИ Москвы. Увлекался рок-музыкой; его любимыми группами стали Beatles, Grand Funk, Deep Purple, Uriah Heep, Jethro Tull, Chicago и т. д. В составе Московской группы «Старый арсенал» в 70-е — 80-е годы дебютировал в качестве певца и музыканта коллектива (ударные). Постепенно в его репертуаре стали появляться русские народные песни.
В 1983 году начал своё профессиональное музыкальное образование в Музыкально-педагогическом институте им. Гнесиных (ныне Российская Академия музыки).
В 1985 году создал ансамбль народных инструментов «Русские напевы» и в качестве солиста-вокалиста стал Лауреатом XII Всемирного фестиваля молодёжи и студентов в Москве, Международного фестиваля в Тбилиси и III Всероссийского конкурса исполнителей народной песни в Краснодаре.
В 1987 году окончил факультет сольного народного пения по классу профессора, заслуженного деятеля искусств России Людмилы Васильевны Шаминой.
В 1985—1995 гг. выступал с сольными программами и отдельными концертными номерами в  Кремлёвском дворце, ГЦКЗ «Россия», Государственном Театре Эстрады, Колонном зале и в концертных залах различных регионов России. Выступал в Германии, Бельгии, Дании, Австралии, Австрии, Израиле, Таиланде и других странах с русскими песнями и романсами. Концертные программы Девятова были отсняты и показаны по ведущим телеканалам России — ОРТ, РТР, НТВ, его голос звучал по «Радио России», «Маяк», «Москва», «Эхо Москвы» и других радиостанций. Вышла в свет первая пластинка-гигант «Вдоль по улице молодчик идёт» и компакт-диск «Русские песни и романсы».
В 1989 г. начал сотрудничество с МГКО «Москонцерт». Его концертно-творческий коллектив «Русские напевы» работал в системе Комитета по культуре Правительства Москвы.
В 1995 году присвоено звание «Заслуженный артист Российской Федерации». 
В 1996 и 1997 гг. выпустил альбомы «На последнюю пятёрку» («Мелодия») и «Авось» («Союз»). Он тесно работал с композиторами (А. Пахмутова, В. Темнов, О. Молчанов, О. Краснопёров и др.).
В сентябре 1998 года впервые вышел на сцену Московского театра «Новая опера» (художественный руководитель Евгений Колобов). В премьерном спектакле «Борис Годунов» исполнил партию Шуйского, в 1999 году в этом же театре в премьере «Демон» — партию князя Синодала. В это же время начинаются его систематические занятия с ведущими российскими и зарубежными педагогами и специалистами в области оперного пения (Д. Вдовин, М. Ионина, А. Маргулис, Д. Дарден, Д. Зола).
В постановке оперы Джузеппе Верди «Двое Фоскари» исполнил партию Якопо, признанную одной из самых сложных в мировом теноровом репертуаре. В концерте-спектакле «Вива, Верди !» в его исполнении прозвучали фрагменты партий Манрико («Трубадур»), Макдуф («Макбет»), Рикардо («Бал-маскарад»). В репертуарне певца — партии Канио из оперы Р. Леонкавалло «Паяцы», Берендея из оперы Н. Римского-Корсакова «Снегурочка», Князя из оперы А. Даргомыжского «Русалка».
С 1995 года действует созданный по его инициативе при поддержке Правительства Москвы Центр русской культуры и искусства. На счёту Центра благотворительные концерты, художественные выставки, поддержка молодых музыкантов, просветительская работа с подрастающим поколением. В 1999 году Владимир Девятов учредил при Центре Высшую школу искусств, культуры и шоу-бизнеса (институт).
В 2003 году Указом Президента Российской Федерации присвоено звание «Народный артист России».
В год своего очередного юбилея в 2010 году совместно с фолк-группой «ЯR-марка» провёл в Государственном центральном концертном зале «Россия» и Международном доме музыки в Москве концерты с новой программой «Русское шоу Владимира Девятова». Зрители увидели выступление по телевидению (телеканалы ТВ Центр, Россия-1, Ля-минор, Мир и т. д.)
В 2011 году по инициативе Владимира Девятова на базе существующей в его центре культуры Детской народно-певческой студии в Москве при поддержке Правительства города была открыта первая в России государственная Детская народно-певческая школа Владимира Девятова. Школа получила статус образовательного подразделения Государственного бюджетного учреждения культуры и образования города Москвы «Центра русской культуры и искусства под управлением Владимира Девятова».

## Награды
- Орден Дружбы (30 марта 2020 года) — за большой вклад в развитие отечественной культуры и искусства, многолетнюю плодотворную деятельность[2]
- Медаль ордена «За заслуги перед Отечеством» II степени (5 декабря 2014 года) — за большие заслуги в развитии отечественной культуры, телерадиовещания, печати, связи и многолетнюю плодотворную деятельность[1]
- Народный артист Российской Федерации (30 января 2003 года) — за большие заслуги в области искусства[3]
- Заслуженный артист Российской Федерации (27 января 1995 года) — за заслуги в области искусства[4]
- Государственная премия имени А. Фатьянова (2007)

## Семья
Отец — Сергей Иванович Девятов (род. 1927), генерал-майор юстиции в отставке. Мать — Екатерина Девятова (1929—2022), экономист.
Первая жена — Наталья Ляхова, хореограф. Брак продлился 14 лет.
- Дочь — Екатерина Девятова (род. 1977), социолог, предприниматель.
  - Два внука
- Дочь — Марина Девятова (род. 1983), российская певица, исполнительница традиционных русских песен в современной обработке.
  - Внучка — Ульяна Пигуренко (род. 2017)
  - Внук — Александр Пигуренко (род. 2022)

Вторая жена — Олеся Девятова, кандидат технических наук. Брак продлился 3 года.
Жил со Светланой Дубновой. Вместе они прожили 2 года, после чего Светлана с сыном эмигрировали в США.
- Сын — Никита Девятов (род. 1995)

Третья жена — Ирина. В браке прожили 13 лет.
Четвертая жена (с 2009 года) — Елизавета Горышкина (род. 1985), бывшая артистка балета, пресс-секретарь, PR-директор ГБУКиО г. Москва «Центр В. Девятова».
- Сын — Иван Девятов (род. 2008)
- Дочь (род. 2014)